# Стоморги
Стомо́рги — село в Україні, у Млинівській селищній громаді Дубенського району Рівненської області. Населення становить 29 осіб.

## Географія
Село розташоване на правому березі річки Ікви.

## Історія села
7 (20) листопада 1917 року, відповідно до Третього Універсалу Української Центральної Ради, увійшло до складу Української Народної Республіки.
До 2016 у складі Малодорогостаївської сільської ради.
Від 2016 у складі Млинівської селищної громади. 
12 червня 2020 року, відповідно до розпорядження Кабінету Міністрів України № 722-р від «Про визначення адміністративних центрів та затвердження територій територіальних громад Рівненської області», увійшло до складу Млинівської селищної громади. 
19 липня 2020 року, в результаті адміністративно-територіальної реформи та ліквідації Млинівського району, село увійшло до складу Дубенського району.

## Населення

### Мова
Розподіл населення за рідною мовою за даними перепису 2001 року:
| Мова       | Кількість | Відсоток |
| ---------- | --------- | -------- |
| українська | 29        | 100%     |